# Steenbergen (Noordenveld)
Steenbergen (Drents: Stienbargen, Steinbargen of Steinbaargen) is een dorp in de gemeente Noordenveld, in de Nederlandse provincie Drenthe. Het ligt ongeveer 4 km ten zuidwesten van Roden. Op 1 januari 2023 woonden er 720 mensen.

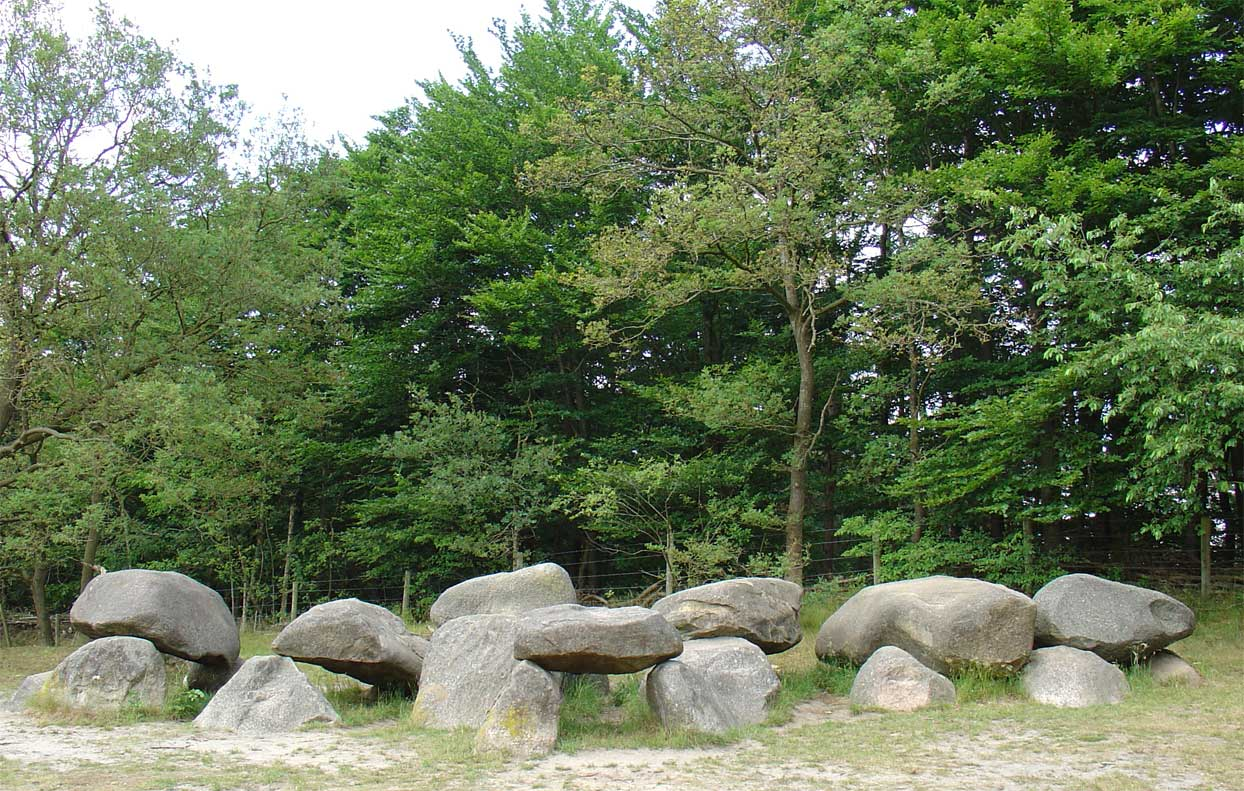
Hunebed D1 bij Steenbergen

De naam van het dorp is afgeleid van het vlak bij het dorp gelegen hunebed (D1), waarvan de Drentse benaming stienbarge  is. Deze naam is waarschijnlijk verkeerd begrepen als meervoudsvorm, zodat men wel vermoedt dat er meerdere hunebedden in de buurt hebben gelegen.
Door het dorp voert de weg van Roden naar Een. Het ligt dicht bij het meest noordelijke gedeelte van deze plaats. Dat het er niet tot gerekend wordt heeft ermee te maken dat Een en Steenbergen oorspronkelijk tot twee verschillende gemeenten behoorden (Steenbergen bij Roden, Een bij Norg). Bovendien had Steenbergen een eigen marke.